# St. Anger
St. Anger (engl. für: „Heiliger Zorn“ oder „Sankt Zorn“) ist das achte Studioalbum der US-amerikanischen Heavy-Metal-Band Metallica. Es sollte zunächst am 10. Juni 2003 erscheinen, wurde aber bereits am 5. Juni herausgegeben. Grund für die frühzeitige Veröffentlichung waren einige Jahre zuvor durch den Musikstreamingdienst Napster ohne Erlaubnis der Band verbreitete Songs.

## Entstehung
St. Anger wurde von Bob Rock produziert und im Headquarters Studio in San Rafael, Kalifornien aufgenommen.
Das Album entstand in einem Gefühl der inneren Zerrissenheit innerhalb des Bandgefüges. Bassist Jason Newsted hatte die Band kürzlich verlassen, um sich seinem Nebenprojekt Echobrain zu widmen. Er geriet im Vorfeld mit James Hetfield aneinander, dem das Engagement in Newsteds Zweitband missfiel. Der Psychotherapeut Phil Towle wurde eigens zu dem Zweck engagiert, die Streitigkeiten zwischen den Bandmitgliedern zu schlichten, um die Einheit der Band zu bewahren. Gleichzeitig begab sich Hetfield in therapeutische Behandlung, um die Kontrolle über seinen missbräuchlichen Alkoholkonsum wiederzuerlangen. Die Arbeit am Album konnte erst im Frühjahr 2002 beginnen. Der im Jahre 2004 veröffentlichte Film Some Kind of Monster hat u. a. die Therapiesitzungen zum Gegenstand.
Weil die Band zur Zeit der Aufnahmen keinen festen Bassisten besaß, wurden die Bassspuren aushilfsweise von Produzent Bob Rock eingespielt. Als Nachfolger des früheren Bassisten Jason Newsted wählte die übrige Band Anfang 2003 Robert Trujillo. Er wird im CD-Booklet schon als Bandmitglied aufgeführt, ist auf St. Anger nicht selbst zu hören. Trujillos Bassspiel ist nur auf der dem Digipak beigefügten Zusatz-DVD mit Live-Aufnahmen verschiedener Studiosessions zu hören.
Zum ersten Mal in Metallicas Karriere trugen auch Kirk Hammett und Lars Ulrich zu den Liedtexten des Albums bei. Auch Bob Rock nahm Einfluss auf die Songs.

## Musikstil
Das Album stellt eine deutliche Abkehr von der Musik der Vorgängeralben Load und ReLoad dar. Der Musikstil der Songs des Albums ist härter und simpler als derjenige der beiden Vorgängeralben und unterscheidet sich ebenfalls von der alten, melodischen Thrash-Metal-Richtung, welche die Musik der Band in den 1980er Jahren geprägt hatte. Der Sound ist roh und weniger aufwändig produziert, was durch die für Metallica außergewöhnlich tiefe Gitarrenstimmung (Drop-C) noch verstärkt wird.
Auffällig ist weiterhin, dass keine Gitarrensoli zu hören sind, die in der Vergangenheit zu den festen Bestandteilen von Metallica-Songs zählten. Kirk Hammett begründete dies damit, dass auf dem Album kein Bandmitglied besonders hervorgehoben erscheinen sollte; einige probeweise eingespielte Soli erwiesen sich zudem als unpassend, sodass man letztlich völlig darauf verzichtete. Die Lieder sind lang und durch viele Breaks und Tempowechsel gekennzeichnet. Ferner werden häufig Verse nicht oder kaum variiert mehrfach verwendet, beispielsweise beim Titeltrack.
Viele Kritiker bemängelten den Schlagzeugsound, zurückzuführen auf die Snare Drum, die durch deren nicht gespannte Schnarrsaiten, einem speziellen Tuning und einer besonderen Spielweise einen äußerst knallenden, blechernen Klang erzeugt.

„Es war die Absicht, roh zu klingen. Für mich hört es sich sehr kraftvoll an. Wir wollten es einfach so ehrlich und pur wie möglich halten, denn so ist einfach der Sound, wie wir klingen, ohne all die großen Produktionstechniken.“

„Wir wollten es so klingen lassen, als wenn eine Band zum ersten Mal in der Garage zusammenkommt. Nur, dass die Band Metallica heißt.“

## Titelliste
Alle Songs von: Hammett, Hetfield, Rock, Ulrich
1. Frantic – 5:50
2. St. Anger – 7:21
3. Some Kind of Monster – 8:25
4. Dirty Window – 5:24
5. Invisible Kid – 8:30
6. My World – 5:45
7. Shoot Me Again – 7:10
8. Sweet Amber – 5:27
9. The Unnamed Feeling – 7:09
10. Purify – 5:13
11. All Within My Hands – 8:48

## Singles

### St. Anger
St. Anger erschien am 27. Mai 2003 noch vor Veröffentlichung des Albums. Es existieren mehrere Versionen der Single mit unterschiedlicher Trackliste. Auch eine Vinyl-Version wurde gepresst. Die B-Seiten mit ihren Coverversionen verschiedener Ramones-Songs sind als Tribut an Joey Ramone zu verstehen, der verstarb, während Metallica St. Anger aufnahm.
Die Single erreichte in Deutschland Platz #15 der Single-Charts und war die erfolgreichste des Albums. In England erreichte sie die Top 10 auf Platz #9. Das Video zur Single wurde im San Quentin State Prison in Kalifornien unter der Regie der Malloy-Brüder gedreht. Es zeigt die Band live vor den Häftlingen des Gefängnisses. Zum ersten Mal ist auch Robert Trujillo als Mitglied der Band zu sehen.
CD Single 1
1. St. Anger
2. Commando (Ramones-Coverversion)
3. Today Your Love, Tomorrow the World (Ramones-Coverversion)
4. St. Anger (Radio Edit)

CD Single 2
1. St. Anger
2. Now I Wanna Sniff Some Glue (Ramones-Coverversion)
3. Cretin Hop (Ramones-Coverversion)
4. St. Anger - Music Video

12" Vinyl
1. St. Anger
2. We’re a Happy Family (Ramones-Coverversion)

### Frantic
Die zweite Single Frantic erschien am 15. September 2003. Sie erschien in verschiedenen Ländern mit länderspezifischen Livetracks. In Deutschland erschienen zwei limitierte Versionen, die als Bonus zwei bzw. einen Livetrack vom Rock-am-Ring-Festival 2003 enthielten.
Limited Edition #1
1. Frantic (Hetfield/Ulrich/Hammett/Rock)
2. Harvester of Sorrow (Live) (Hetfield/Ulrich)
3. Welcome Home (Sanitarium) (Live) (Hetfield/Ulrich/Hammett)

Limited Edition #2
1. Frantic (Hetfield/Ulrich/Hammett/Rock)
2. No Remorse (Live) (Hetfield/Ulrich)

### The Unnamed Feeling
The Unnamed Feeling erschien am 12. Januar 2004. In Deutschland ist eine 2-CD-Limited-Edition erhältlich.
CD Single 1
1. The Unnamed Feeling
2. The Four Horsemen (Live at le Bataclan, Paris, 2003)
3. Damage, Inc. (Live at le Bataclan, Paris, 2003)
4. The Unnamed Feeling (Video)

CD Single 2
1. The Unnamed Feeling
2. Hit the Lights (Live at le Trabendo, Paris, 2003)
3. Ride the Lightning (Live at le Bataclan, Paris, 2003)
4. Motorbreath (Live at le Boule Noire, Paris, 2003)

### Some Kind of Monster
Some Kind of Monster wurde im Juli 2004 als Begleit-Single zum gleichnamigen Dokumentarfilm Metallica: Some Kind of Monster veröffentlicht. Sie erschien als EP. Die Live-Lieder sind identisch mit denen der amerikanischen The Unnamed Feeling-EP.
1. Some Kind of Monster – 8:28
2. The Four Horsemen (Live) – 5:22
3. Damage, Inc. (Live) – 5:00
4. Leper Messiah (Live) – 5:57
5. Motorbreath (Live) – 3:21
6. Ride the Lightning (Live) – 6:42
7. Hit the Lights (Live) – 4:14
8. Some Kind of Monster (Edit) – 4:17

## Editionen
St. Anger wurde in mehreren Editionen in Deutschland veröffentlicht:
- Jewelcase Version
- Jewelcase Limited Version (inklusive DVD)
- Digipack Limited Version (inklusive DVD; 2 verschiedene Aufkleber)
- Vinyl-2-12"-Platten.

## Kommerzieller Erfolg

### Chartplatzierungen
St. Anger stieg am 16. Juni 2003 auf Platz 1 in die deutschen Charts ein, belegte sechs Wochen lang die Chartspitze und konnte sich insgesamt 22 Wochen in den Top 100 halten. In Österreich, den Vereinigten Staaten, Australien, Portugal, Finnland, Schweden, Norwegen, Dänemark und Neuseeland erreichte das Album ebenfalls Rang 1.
| ChartsChartplatzierungen       | Höchstplatzierung | Wochen |
| ------------------------------ | ----------------- | ------ |
| Deutschland (GfK)              | 1 (22 Wo.)        | 22     |
| Österreich (Ö3)                | 1 (19 Wo.)        | 19     |
| Schweiz (IFPI)                 | 2 (20 Wo.)        | 20     |
| Vereinigte Staaten (Billboard) | 1 (23 Wo.)        | 23     |
| Vereinigtes Königreich (OCC)   | 3 (16 Wo.)        | 16     |

| ChartsJahrescharts (2003)      | Platzierung |
| ------------------------------ | ----------- |
| Deutschland (GfK)              | 10          |
| Österreich (Ö3)                | 18          |
| Schweiz (IFPI)                 | 9           |
| Vereinigte Staaten (Billboard) | 38          |
| Vereinigtes Königreich (OCC)   | 95          |

### Auszeichnungen für Musikverkäufe
St. Anger erhielt noch im Erscheinungsjahr für mehr als zwei Millionen verkaufte Einheiten in den Vereinigten Staaten eine 2-fache Platin-Schallplatte.

| Land/Region                  | Auszeichnungen für Musikverkäufe (Land/Region, Auszeichnung, Verkäufe) | Verkäufe    |
| ---------------------------- | ---------------------------------------------------------------------- | ----------- |
| Argentinien (CAPIF)          | Gold                                                                   | 20.000      |
| Australien (ARIA)            | 3× Platin                                                              | 210.000     |
| Belgien (BRMA)               | Gold                                                                   | 25.000      |
| Brasilien (PMB)              | Gold                                                                   | 50.000      |
| Dänemark (IFPI)              | Gold                                                                   | 20.000      |
| Deutschland (BVMI)           | 2× Platin                                                              | 400.000     |
| Europa (IFPI)                | Platin                                                                 | (1.000.000) |
| Finnland (IFPI)              | Platin                                                                 | 35.725      |
| Frankreich (SNEP)            | Gold                                                                   | 100.000     |
| Griechenland (IFPI)          | Gold                                                                   | 15.000      |
| Japan (RIAJ)                 | Gold                                                                   | 100.000     |
| Kanada (MC)                  | 2× Platin                                                              | 200.000     |
| Neuseeland (RMNZ)            | 2× Platin                                                              | 30.000      |
| Niederlande (NVPI)           | Gold                                                                   | 40.000      |
| Norwegen (IFPI)              | Platin                                                                 | 40.000      |
| Österreich (IFPI)            | Platin                                                                 | 50.000      |
| Polen (ZPAV)                 | Gold                                                                   | 35.000      |
| Portugal (AFP)               | Gold                                                                   | 40.000      |
| Russland (NFPF)              | Platin                                                                 | 20.000      |
| Schweden (IFPI)              | Platin                                                                 | 60.000      |
| Schweiz (IFPI)               | Platin                                                                 | 50.000      |
| Spanien (Promusicae)         | Gold                                                                   | 50.000      |
| Ungarn (MAHASZ)              | Gold                                                                   | 15.000      |
| Vereinigte Staaten (RIAA)    | 2× Platin                                                              | 2.000.000   |
| Vereinigtes Königreich (BPI) | Gold                                                                   | 100.000     |
| Insgesamt                    | 13× Gold · 18× Platin ·                                                | 3.705.725   |

Hauptartikel: Metallica/Auszeichnungen für Musikverkäufe